# کارلی ویلیامز
کارلی ویلیامز (انگلیسی: Carleigh Williams؛ زادهٔ ۴ دسامبر ۱۹۹۲) بازیکن فوتبال اهل ایالات متحده آمریکا است.
از باشگاه‌هایی که در آن بازی کرده‌است می‌توان به هیوستون دش اشاره کرد.